# Chavannes-le-Veyron
Chavannes-le-Veyron és un municipi del cantó suís del Vaud, situat al districte de Morges.